# Pietro Antonio Coppola
Pietro Antonio Coppola (Castrogiovanni (actual Enna), 11 de diciembre de 1793 - Catania, 13 de noviembre de 1876) fue un compositor italiano.
Escribió música religiosa y óperas de tendencia romántica, entre las que destaca Nina pazza per amore (1835). 
Admirado por la habilidad del contrapunto y la fluidez de la línea melódica y estructural. Era considerado rival y sucesor de Bellini. Él trató de adaptarse a los cambios en los gustos, como lo demuestran las revisiones continuas que se sometieron a sus obras, pero no pudo hacer frente al proceso de renovación que fue imponiendo poco a poco en el melodrama del siglo XIX.

## Biografía

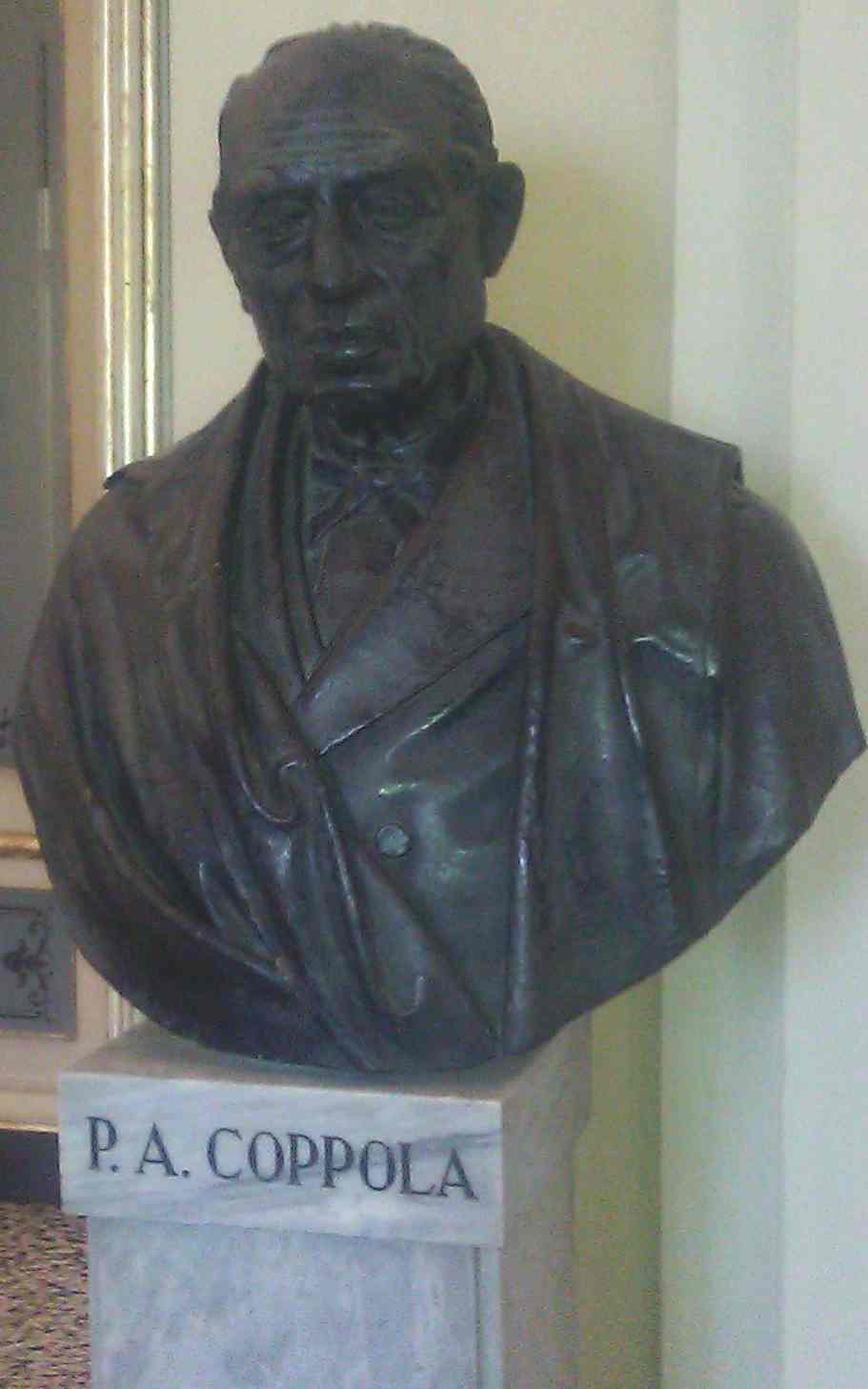
Pietro Antonio Coppola

Empezó estudiando música con su padre Giuseppe, maestro de capilla. Más tarde, tras quedarse huérfano, su formación se volvió sobre todo autodidacta. A los 12 años dio clases de canto para clave a las mejores familias, y en 1810, siendo aún muy joven, sucedió a su padre como maestro de clavicordio y fue llamado para dirigir la Orquesta del Teatro municipal de Catania, que dirigió hasta 1832. Tuvo que ganarse el sustento dando clases de música, al mismo tiempo que perfeccionaba el estudio de la harmonía y el contrapunto en el Conservatorio de Nápoles. Su educación se fundamentó en tratados teóricos franceses y alemanes. 
A partir del 1813 Pietro Antonio comenzó a componer música sagrada, cantatas y piezas orquestales. En 1816, con solo 23 años, hizo su debut como compositor dramático con la ópera, Il Figlio del bandito, en el que era, por aquel entonces, el Teatro del Fondo (hoy Teatro Mercadante de Nápoles), seguido, en el año 1825, por la ópera Achille in Sciro. Este mismo año, en motivo al cumpleaños de Francisco I, Coppola puso en escena la ópera seria Il destino, un trabajo que en Catania no tuvo mucho éxito, pero en Nápoles sí. Por otro lado, en 1830, también se le dio otra demanda: Affale Alagona, la cual fue recibida con frialdad, de acuerdo con la Cametti porque Coppola había alejado el ambiente aristócrata debido a su carácter independiente. 
Cuando Coppola dirigió en 1832 en el Teatro San Carlo de Nápoles, con gran éxito, fue precedido por los entusiastas elogios de P. Raimondi, G. Rossini y Donizetti, que, presente en el concierto, dijo: «l’Achille del Coppola è l’Achille della musica».
Los triunfos de Il Figlio del bandito y Achille in Siro, fueron los que le dieron la entrada a ser invitado a componer una ópera para el Teatro Valle, de Roma: la Nina pazza per amore, estrenada en febrero del 1835. Con esta ópera gozó de gran popularidad y emocionó a la audiencia de los principales teatros de Europa. También fue representada en París, con el título de Eva, y seguida más tarde por otra, titulada Fli Illinessi, representada a Turín, con grandes éxitos como las anteriores. Fue ampliamente admirado por la crítica, por la fluidez y la belleza de la línea melódica, la sucesión coherente y global de las diversas partes, todas ellas caracterizadas por una conducta formal excelente y un profundo y sabio gusto teatral, que denotaban la influencia del estilo de Rossini. 
Con la Nina pazza per amore, recorrió Italia y después siguió por Viena, Berlín, París, Lisboa y más tarde México. El empresario Merelli, invitó a escribir una ópera para el Kärtnerthortheater en Viena, al 1836, para componer una ópera para el Teatro Imperial de Puerta Carinzia, la Festa della rosa, donde la estrena entusiasmó tanto al público, que, acabada la representación, el público lo acompañó hasta su domicilio con antorchas encendidas. Más tarde llegó a Milán, Mantua y Venecia. En Milán, compuso dos óperas: Il postiglione di Longjumeau, el año 1838, para el Teatro dalla Scala, que también fue arreglada como zarzuela para España, con el título de El Postillón de la Rioja y dos años más tarde, compuso Celeste degli Spadari. Luego colaboró con Donizetti, G. Pacini, S. Mercadante y N. Vaccai en la Cantata por la muerte de María Malibrán, realizada en La Scala en 1838. 
Entre el 1839 al 1843 y del 1850 al 1871 vivió en Lisboa, como director musical del Teatro de San Carlos. Durante un tiempo trabajó para el noble Joaquim Pedro Quintela (Conde de Farrobo), para quien escribió tres óperas en portugués y una en francés. En 1842, estrenó Inés de Castro, una de sus obras de mayor éxito y al año siguiente, en el Teatro de San Carlos de Lisboa, Giovanna 1º di Napoli, escrita en tan solo dos meses y veinte días.  
Entre el 1843 y 1850 volvió a Roma, y representó Il Folletto (1844), donde la crítica decía que tenía un aire a la ópera cómica de Rossini, a la espontaneidad de Donizetti y el sentimiento de Bellini. Poco tiempo después, se trasladó a Palermo, y puso en escena la Orfana Guelfa (1846), en el Real Teatro Carolino donde fue festejado, aclamado y con muchos honores, debido a la complejidad de la escritura coral y la grandeza de efectos instrumentales y la hermosa marcha fúnebre final. Seguidamente compuso Fingal (1847). 
En 1866, abandonó la composición de obras de teatro, escribió el oratorio Matatías vincitore, que lo envió a Catania como regalo. Cultivo también música religiosa, habiendo compuesto, entre otras obras, una misa de réquiem, que se ejecutó a Catania en memoria de Bellini. 
A los setenta años se casó con una viuda que le dio dos hijos. En octubre de 1871, con la nostalgia de su país, decidió abandonar Portugal. Primero fue a Novara, donde durante 3 años fue gerente de la capilla de la catedral para la que compuso algunas misas solemnes y una Salve Regina. Luego, en el otoño de 1873 se instaló en Catania, donde fue director de los institutos de música en la ciudad. Abandonó casi por completo el teatro y se volvió exclusivamente a la producción religiosa. Aquí vivió sus últimos años de vida.

## Obras
- Oratorio Matatia vincitore 1866
- Requiem
- Hymne Voto sciolto 1876

## Óperas
- Il figlio del bandito (1816)
- Achille in Sciro (1825)
- Artale d'Aragona (1834)
- Nina pazza per amore (1835)
- Gl'Illinesi (1836)
- La Festa della Rosa (1836)
- Enrichetla di Baienfeld (1836)
- La Bella Celeste degli Spadari (1837)
- Il Postiglione di Longjumeau (1838)
- Giovanna I di Napoli (1840)
- Ines de Castro (1842)
- Folletto (1844)
- L'Orfana guelfa (1846)
- Fingal (1847)